# 가에타노 카스트로빌리
가에타노 카스트로빌리(이탈리아어: Gaetano Castrovilli, 1997년 2월 17일 ~ )는 현재 이탈리아 세리에 A의 클럽 ACF 피오렌티나에서 뛰는 이탈리아의 축구 선수이다.

## 수상

### 국가대표팀
이탈리아
- UEFA 유럽 축구 선수권 대회: 2020[1]